# Miroslav Đukić
Miroslav Đukić (Servisch: Мирослав Ђукић) (Šabac, 19 februari 1966) is een Servisch voetbalcoach en voormalig voetballer.

## Clubcarrière
Đukić begon zijn loopbaan als verdediger bij kleinere clubs in het voormalig Joegoslavië. In 1991 ging hij naar Spanje, waar hij uitkwam voor achtereenvolgens Deportivo de La Coruña, Valencia CF en CD Tenerife. Met Deportivo La Coruña werd hij in het seizoen 1993-94 op een haartje na landskampioen. In de slotseconden van de laatste competitiewedstrijd, tegen Valencia, faalde Đukić vanaf elf meter. Hierdoor ging de titel naar het FC Barcelona van toenmalig trainer Johan Cruijff. Een jaar later won hij met Deportivo wel de Copa del Rey en als speler van Valencia kon hij, in 2002, alsnog de Spaanse landstitel aan zijn palmares toevoegen.
In 2004 beëindigde Đukić zijn loopbaan na 549 competitiewedstrijden. Hij maakte daarin zestien doelpunten.

## Interlandcarrière
Tussen 1991 en 2001 speelde Đukić 48 wedstrijden (twee doelpunten) voor het Joegoslavisch voetbalelftal. Hij nam deel aan het wereldkampioenschap voetbal in 1998 en EURO 2000. Onder leiding van bondscoach Ivica Osim maakte hij zijn debuut op 27 februari 1991 in de vriendschappelijke uitwedstrijd tegen Turkije (1-1) in Izmir. Andere debutanten in die wedstrijd namens Joegoslavië waren de latere WK-topscorer Davor Šuker (NK Dinamo Zagreb), Slaviša Jokanović (Partizan Belgrado) en Dražen Ladić (NK Dinamo Zagreb).

## Trainerscarrière
Na zijn spelersloopbaan werd Đukić trainer-coach. Hij was trainer van Servië op de Olympische Zomerspelen in 2008 in Peking. Daar werd zijn selectie uitgeschakeld in de groepsronde na nederlagen tegen Ivoorkust (2-4) en Argentinië (0-2) en een gelijkspel tegen Australië (1-1). In het voorjaar van datzelfde jaar had Đukić de nationale A-selectie onder zijn hoede, als opvolger van de Spanjaard Javier Clemente. Onder zijn leiding leed Servië drie nederlagen en speelde de ploeg tweemaal gelijk. Đukić werd opgevolgd door de veteraan Radomir Antić.
Đukić is in België bekend van zijn korte tijd bij het in financiële problemen verkerende Excelsior Moeskroen in 2009. Sinds maart 2011 is hij trainer van Hércules CF.  In het seizoen 2011/12 promoveerde hij met Real Valladolid na play-off wedstrijden naar de Primera División.
Op maandag 16 december 2013 werd Đukić ontslagen als trainer-coach van Valencia CF. Hij was sinds het begin van het seizoen aan de slag bij de club, waarvoor hij tussen 1997 en 2003 als speler uitkwam. Hij was in Valencia de opvolger van Ernesto Valverde, die aan het eind van het seizoen 2012-2013 vertrok omdat zijn ploeg zich niet had weten te plaatsen voor de voorrondes van de UEFA Champions League. Het ontslag van Đukić kwam een dag na een nederlaag tegen Atlético Madrid (3-0). Hij werd opgevolgd door Juan Antonio Pizzi.
Op 21 oktober 2014 begon Đukić als trainer-coach van de Spaanse voetbalclub Córdoba CF, waar hij al na vijf maanden de laan werd uitgestuurd. Hij werd opgevolgd door José Antonio Romero.
| Interlands Servië onder leiding van Miroslav Đukić | Interlands Servië onder leiding van Miroslav Đukić | Interlands Servië onder leiding van Miroslav Đukić | Interlands Servië onder leiding van Miroslav Đukić | Interlands Servië onder leiding van Miroslav Đukić | Interlands Servië onder leiding van Miroslav Đukić |
| №                                                  | Datum                                              | Wedstrijd                                          | Uitslag                                            | Competitie                                         |                                                    |
| -------------------------------------------------- | -------------------------------------------------- | -------------------------------------------------- | -------------------------------------------------- | -------------------------------------------------- | -------------------------------------------------- |
| 1                                                  | 06.02.2008                                         | Macedonië − Servië                                 | 1 − 1                                              | Oefeninterland                                     |                                                    |
| 2                                                  | 26.03.2008                                         | Oekraïne − Servië                                  | 2 − 0                                              | Oefeninterland                                     |                                                    |
| 3                                                  | 24.05.2008                                         | Ierland − Servië                                   | 1 − 1                                              | Oefeninterland                                     |                                                    |
| 4                                                  | 28.05.2008                                         | Servië − Rusland                                   | 1 − 2                                              | Oefeninterland                                     |                                                    |
| 5                                                  | 31.05.2008                                         | Duitsland − Servië                                 | 2 − 1                                              | Oefeninterland                                     |                                                    |

1 Stojković ·
2 Jovanović ·
3 Kolarov ·
4 Kačar ·
5 Rajković ·
6 Pavlović ·
7 Smiljanić ·
8 Gulan ·
9 Rakić ·
10 D. Tošić ·
11 Tadić ·
12 Fejsa ·
13 Mrdaković ·
14 Živković ·
15 Tomović ·
16 Z. Tošić ·
17 Stamenković ·
18 Kaluđerović ·
Coach: Đukić